# Jemur (Kebumen)
Jemur is een bestuurslaag in het regentschap Kebumen van de provincie Midden-Java, Indonesië. Jemur telt 2651 inwoners (volkstelling 2010).